# Колтуши (платформа)
Ко́лтуши — железнодорожная платформа Октябрьской железной дороги во Всеволожском районе Ленинградской области.
Расположена на линии Заневка — Павлово-на-Неве. Линия прошла здесь в 1940 году.
Платформа находится в местечке Карьер-Мяглово. Западнее проходит автодорога Н91 (Токсово — посёлок имени Свердлова); на месте пересечения с железной дорогой устроен переезд.
Платформа Колтуши состоит из двух перронов.
Названа по городу Колтуши, расположенному в 8 км севернее и являвшевшемуся в разные времена местным территориальным центром (прихода, волости, сельского совета, сельского поселения).